# 卢维尼 (摩泽尔省)
卢维尼（法語：Louvigny，法語發音：[luviɲi] ⓘ；洛林语：Lovni）是法国摩泽尔省的一个市镇，属于梅斯区。

## 地理
卢维尼（48°57'42"N, 6°11'4"E）面积15.82 平方千米，位于法国大東部大區摩泽尔省，该省份为法国东北部内陆省份，是洛林的一部分，西南接默尔特-摩泽尔省，东临下莱茵省，北与卢森堡和德国接壤。
与卢维尼接壤的市镇（或旧市镇、城区）包括：埃普利、罗库尔、舍米诺、古万、帕尼莱古万、波梅里约、圣瑞尔、锡莱尼。
卢维尼的时区为UTC+01:00、UTC+02:00（夏令时）。

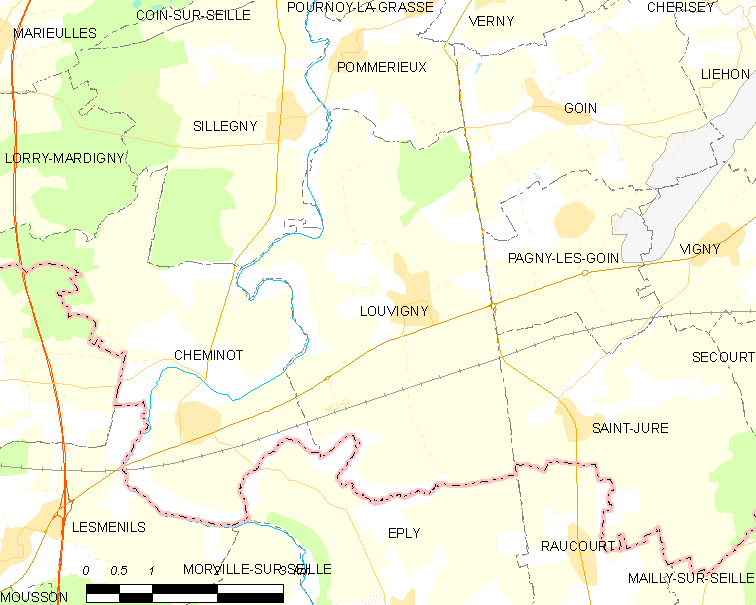
卢维尼的OSM定位图

## 行政
卢维尼的邮政编码为57420，INSEE市镇编码为57422。

## 政治
卢维尼所属的省级选区为福尔克蒙县。

## 人口

1962-2008年间卢维尼人口变化图示

卢维尼于2022年1月1日时的人口数量为879人。